# Японський кросворд

Японський кросворд — логічна головоломка, в котрій на відміну від інших кросвордів зашифровані не слова, а зображення. Бувають чорно-білі та багатокольорові.
За статистикою розв'язуванням японських кросвордів займаються 500 млн людей. Регулярне розв'язування цієї головоломки поліпшує пам'ять, кмітливість, математичні здібності та увагу.

## Історія
Японський кросворд винайдений в Японії в середині 1980-х років та поширений світом завдяки англійській пресі. У 1988 році в Японії Non Ishida опублікував три головоломки з малюнком під назвою "Window Art Puzzles". Згодом, у 1990 році, Джеймс Далгетті у Великій Британії винайшов назву "Нонограми" після "Інісіда", а Sunday Telegraph почало публікувати їх щотижня. 
До 1993 року в Японії була видана перша книга нонограм «Non Ishida». Sunday Telegraph опублікував спеціальну книгу-пазл під назвою «Книга нонограм». Нонограми також були опубліковані у Швеції, США (спочатку журнал Games), Південній Африці та інших країнах. 
У 1998 році Sunday Telegraph провів конкурс, щоб вибрати нове ім’я для своїх головоломок. Гріддлерс(Griddlers) було ім'ям-переможцем, яке вибрали читачі.

## Приклад
|   |   |   |   |   | 2 | 2 |   |  |  |
| 0 | 9 | 9 | 2 | 2 | 4 | 4 | 0 |  |  |
|   | 0 |   |   |   |   |   |   |  |  |
|   | 4 |   |   |   |   |   |   |  |  |
|   | 6 |   |   |   |   |   |   |  |  |
| 2 | 2 |   |   |   |   |   |   |  |  |
| 2 | 2 |   |   |   |   |   |   |  |  |
|   | 6 |   |   |   |   |   |   |  |  |
|   | 4 |   |   |   |   |   |   |  |  |
|   | 2 |   |   |   |   |   |   |  |  |
|   | 2 |   |   |   |   |   |   |  |  |
|   | 2 |   |   |   |   |   |   |  |  |
|   | 0 |   |   |   |   |   |   |  |  |

|   |   |   |   |   | 2 | 2 |   |  |  |
| 0 | 9 | 9 | 2 | 2 | 4 | 4 | 0 |  |  |
|   | 0 |   |   |   |   |   |   |  |  |
|   | 4 |   |   |   |   |   |   |  |  |
|   | 6 |   |   |   |   |   |   |  |  |
| 2 | 2 |   |   |   |   |   |   |  |  |
| 2 | 2 |   |   |   |   |   |   |  |  |
|   | 6 |   |   |   |   |   |   |  |  |
|   | 4 |   |   |   |   |   |   |  |  |
|   | 2 |   |   |   |   |   |   |  |  |
|   | 2 |   |   |   |   |   |   |  |  |
|   | 2 |   |   |   |   |   |   |  |  |
|   | 0 |   |   |   |   |   |   |  |  |

## Програмне забезпечення

### Редактори
- DelphinAtomic [Архівовано 1 вересня 2007 у Wayback Machine.] — дозволяє малювати і розв'язувати кросворди власними засобами, імпортувати файли-зображення у кросворд і експортувати в малюнки, захищати паролем збережені файли з кросвордами. Відкривати файли багатьох конкурентів. Легко перекладати інтерфейс програми на будь-яку мову. Гнучка система налаштувань.

- Японские кроссворды 2000 [Архівовано 2 лютого 2009 у Wayback Machine.](рос.) — безкоштовна програма, яка дозволяє малювати і розв'язувати кросворди, в тому числі автоматично.

### У середовищі Java (підійде для мобільного телефону)
- (англ.) 'PicoPix[недоступне посилання з серпня 2019]'

## Каталоги
- (англ.) Paint by Numbers [Архівовано 31 травня 2010 у Wayback Machine.] — двоколірні, представлені всі рівні складності. Нестандартні блоки 4х4. Розташування цифрових полів буде зручним для шульги. Формати gif та Java.

- (укр.) gameLO https://gamelo.net/uk [Архівовано 6 липня 2020 у Wayback Machine.]

- (рос.) Griddlers.net[недоступне посилання з серпня 2019] — двоколірні та кольорові в форматі Java.

- (рос.) japan.gcmsite.ru [Архівовано 16 жовтня 2007 у Wayback Machine.] — двоколірні та кольорові у форматі gif.

- (рос.) Японские сканворды. Центр «Досуг для умных». [Архівовано 10 березня 2010 у Wayback Machine.] — двоколірні у форматах pbn та gif.

## Періодичні передплатні видання українською мовою
- Шанс[недоступне посилання з серпня 2019]